# Djouroutou
Djouroutou è una città e sottoprefettura della Costa d'Avorio appartenente al  dipartimento di Tabou. Conta una popolazione di 71 651 abitanti (censimento 2014).